# Fortitudo Pallacanestro Bologna
Fortitudo Pallacanestro Bologna is een professionele basketbalclub uit Bologna, Italië.

## Geschiedenis
Ondanks het feit dat Fortitudo een van de rijkste clubs van Europa is, staan ze in de schaduw van hun aartsrivalen en stadgenoot Virtus Pallacanestro Bologna. Fortitudo won hun eerste prijs in 1998. Ze wonnen toen de beker van Italië.
Fortitudo won het landskampioenschap voor de eerste keer in 2000. Na vier op een volgende jaren (2001-2004) te verliezen wonnen ze in 2005 weer het landskampioenshap. Ze wonnen met 3-1 in wedstrijden van Armani Jeans Milano.
In 1977 haalde Fortitudo de finale om de Korać Cup. Ze verloren van Jugoplastika Split uit Joegoslavië met 84-87. De laatste jaren speelt Fortitudo een belangrijke rol in de EuroLeague. In 1999 verloren ze in de halve finale van de aartsrivalen Virtus Pallacanestro Bologna. In 2001 verloren ze weer in de halve finale van Virtus Pallacanestro Bologna. In 2004 haalde ze de finale van de EuroLeague. Ze verloren de finale van Maccabi Tel Aviv uit Israël met 44 punten verschil. De eindstand was 74-118. In het seizoen 2006-07 ging het niet goed met de club. Ze eindigde als dertiende in de competitie en er werd drie keer van coach gewisseld.
Fortitudo speelde vroeger zijn thuiswedstrijden in het PalaDozza, dat door de sponsor ook wel bekendstaat als Land Rover Arena. Nu spelen ze in de Unipol Arena.

## Erelijst
- Landskampioen Italië: 2
  - Winnaar: 2000, 2005

- Bekerwinnaar Italië: 1
  - Winnaar: 1998
  - Runner-up: 1968

- Supercupwinnaar Italië: 2
  - Winnaar: 1998, 2005

- EuroLeague:
  - Runner-up: 2004

- Korać Cup:
  - Runner-up: 1977

## Bekende (oud)-spelers
| - - Carlos Delfino - Andrea Dallamora - Daniele Albertazzi - Dan Gay - Carlton Myers - Gianluca Basile - Stefano Mancinelli - Tomas Van Den Spiegel - Stojko Vranković - Artūras Karnišovas | - Eurelijus Žukauskas - Valdemaras Chomičius - Aleksandar Đorđević - Matjaž Smodiš - - George Bucci - Jabril Durham - Tre'Shaun Fletcher - Dominique Wilkins - Joseph Forte |

## Sponsornamen
- 1966-1968: Cassera Bologna
- 1968-1971: Eldorado Bologna
- 1971-1978: Alco Bologna
- 1978-1980: Mercury Bologna
- 1980-1981: I&B Bologna
- 1981-1983: Lattesole Bologna
- 1983-1988: Yoga Bologna
- 1988-1990: Arimo Bologna
- 1990-1991: Aprimatic Bologna
- 1991-1993: Mangiaebevi Bologna
- 1993-1995: Filodoro Bologna
- 1995-1999: Teamsystem Bologna
- 1999-2001: Paf Wennington Bologna
- 2001-2004: Skipper Bologna
- 2004-2007: Climamio Bologna
- 2007-2008: Upim Bologna (Serie A), Bologna Beghelli (EuroCup Men)
- 2008-2009: Gmac Bologna (Serie A), Fortitudo Bologna (EuroCup Men)
- 2009-2010: Amori Bologna
- 2013-2014: Tulipano Impianti Bologna
- 2014-2016: Eternedile Bologna
- 2016-2017: Kontatto Bologna
- 2017-2018: Consultinvest Bologna
- 2018-2019: Lavoropiù Fortitudo Bologna
- 2019-2020: Fortitudo Pompea Bologna
- 2020-2021: Lavoropiù Fortitudo Bologna
- 2021-heden: Fortitudo Kiğılı Bologna